# نیام لگن خاصره
نیام لگن خاصره (انگلیسی: Pelvic fascia) لایه‌ای از بافت همبندی است که در بالا در امتداد نیام پوشاننده دیواره‌های شکم و در پائین در امتداد نیام ناحیه میان‌دوراه (پرینه) می‌باشد. نیام لگن به دو لایه جداری (parietal) و احشائی (visceral) تقسیم می‌شود.

## نیام جداری لگن
دیواره‌های لگن را آستر می‌کند و بر حسب ماهیچه‌ای که می‌پوشاند نام‌گذاری می‌شود. مثلاً نیام پوشاننده ماهیچه سدادی داخلی (Internal obturator muscle)، نیام سدادی داخلی نام دارد و لایه همبندی متراکم و محکم می‌باشد. ادامه این نیام روی ماهیچه‌های بالابرنده مقعد و دنبالچه‌ای، نیام بالابرنده مقعد و دنبالچه‌ای و به‌طور خلاصه لایه فوقانی نیام دیافراگم لگن را تشکیل می‌دهد. نیام جداری لگن از طریق سوراخی در امتداد نیام پوشاننده سطح تحتانی دیافراگم لگنی در ناحیه میان‌دوراه (پرینه) قرار می‌گیرد. در محل‌هایی که نیام جداری در تماس با استخوان قرار می‌گیرد به پریوست استخوان می‌چسبد.
در میان‌دوراه جایی که نیام جداری لگن روی ماهیچه بندآر (اسفنگتر) مجرای ادرار و غشای میان‌دوراه را می‌پوشاند لایه میان‌دوراهی نیام جداری لگن گفته می‌شود که لایه نیامی فوقانی دیافراگم ادراری تناسلی را درست می‌کند.

## نیام احشایی لگن
نیام احشائی لایه‌ای از بافت همبند سست است که تمام احشاء لگن را پوشانده و از آنها حمایت و نگهداری می‌کند.
در جایی که احشاء در تماس با دیواره لگن خاصره باشد، نیام لایه‌های جداری و احشائی با همدیگر ادغام می‌شوند. در محل‌های خاصی نیام ضخیم شده و رباطهای نیامی را تشکیل می‌دهند. این رباط‌ها معمولاً از دیواره‌های لگن به احشاء کشیده می‌شوند و سبب حمایت و نگهداری بیشتری از احشای لگن می‌شوند. رباط‌های نیامی معمولاً بر حسب محل اتصالشان نامگذاری می‌شوند، برای نمونه رباط شرمگاهی‌احشایی (Pubovesical ligament) و رباط خاجی‌گردنی (sacrocervical ligament).
در زنان رباط‌های نیامی که به گردن رحم متصل می‌شوند، اهمیت بالینی ویژه‌ای دارند، چرا که از رحم حمایت کرده و از افتادگی رحم جلوگیری می‌کنند.